# Зоар (Огайо)
Зоар (англ. Zoar) — селище (англ. village) в США, в окрузі Таскарвас штату Огайо. Населення — 172 особи (2020).

## Географія
Зоар розташований за координатами 40°36′47″ пн. ш. 81°25′23″ зх. д. / 40.61306° пн. ш. 81.42306° зх. д. (40.612978, -81.422978).  За даними Бюро перепису населення США в 2010 році селище мало площу 1,74 км², з яких 1,51 км² — суходіл та 0,23 км² — водойми.

## Демографія
Згідно з переписом 2010 року, у селищі мешкало 169 осіб у 77 домогосподарствах у складі 58 родин. Густота населення становила 97 осіб/км².  Було 85 помешкань (49/км²).
Расовий склад населення:
| - 98,2 % — білих - 0,6 % — азіатів |

До двох чи більше рас належало 1,2 %. Частка іспаномовних становила 0,6 % від усіх жителів.
За віковим діапазоном населення розподілялося таким чином: 10,1 % — особи молодші 18 років, 63,9 % — особи у віці 18—64 років, 26,0 % — особи у віці 65 років та старші. Медіана віку мешканця становила 52,6 року. На 100 осіб жіночої статі у селищі припадало 108,6 чоловіків;  на 100 жінок у віці від 18 років та старших — 108,2 чоловіків також старших 18 років.
Середній дохід на одне домашнє господарство  становив 63 946 доларів США (медіана — 45 417), а середній дохід на одну сім'ю — 82 907 доларів (медіана — 75 208). За межею бідності перебувало 8,5 % осіб, у тому числі 23,1 % дітей у віці до 18 років та 0,0 % осіб у віці 65 років та старших.
Цивільне працевлаштоване населення становило 96 осіб. Основні галузі зайнятості: виробництво — 31,3 %, освіта, охорона здоров'я та соціальна допомога — 28,1 %, мистецтво, розваги та відпочинок — 11,5 %, науковці, спеціалісти, менеджери — 6,3 %.